# Willa Gustava Weesego
Willa Gustava Weesego – zabytkowy pałac z ogrodem, znajdujący się przy ul. Ignacego Danielewskiego 6 na Rybakach w Toruniu, nad krawędzią wyższej terasy wiślanej. Obecnie siedziba Kujawsko-Pomorskiego Okręgowej Izby Lekarskiej.
Willa powstała w latach 1910–1911, według projektu turyńskiej spółki Die Saalecker Werkstaetten. Należała do Gustava Weesego, właściciela fabryki pierników. Swoją formą nawiązuje do XVIII-wiecznych obiektów rezydencjo-pałacowych, przybrała formę klasycyzującego baroku z elementami modernistycznymi. Po emigracji Weesego po 1945 roku budynek przeszedł na własność miasta. W willi osiedlili się profesorowie Uniwersytetu Wileńskiego, którzy współtworzyli Uniwersytet Mikołaja Kopernika w Toruniu (UMK). W następnych latach budynek z ogrodem otrzymało UMK, jako dzierżawę od Zarządu Miejskiego. Mieściła się w nim Katedra Zoologii, przez krótki okres również pracownia chemii. W wilii znajdowało się sześć pokoi, które należały do Katedry, oraz pięć mieszkań służbowych. Po 1973 roku, gdy Katedra Zoologii przeniosła się do Miasteczka akademickiego, umieszczono w wilii dwa zakłady Instytutu Geografii: Klimatologii i Meteorologii, a także Geografii Ekonomicznej i Badań Regionalnych. W 2012 roku budynek został siedzibą Kujawsko-Pomorskiej Okręgowej Izby Lekarskiej. W budynku mieści się również Główna Biblioteka Lekarska im. Stanisława Konopki.
Budynek figuruje w gminnej ewidencji zabytków (nr 872).